# Salmo 15
Il salmo 15 (14 secondo la numerazione greca) costituisce il quindicesimo capitolo del Libro dei salmi.
È tradizionalmente attribuito al re Davide. È utilizzato dalla Chiesa cattolica nella liturgia delle ore.